# Valeria Soloviova
Valeria Aleksándrovna Soloviova (ruso: Валерия Александровна Соловьёва; nació el 3 de noviembre de 1992 en Sarátov) es una jugadora de tenis ruso. También se la conoce por la transliteración inglesa de su apellido, Solovyeva. 
Soloviova ha ganado dos títulos de dobles en la WTA Tour, así como uno escoge y seis títulos de dobles en el ITF de circuito en su carrera. El 27 de mayo de 2013, alcanzó su mejor ranking el cual fue 163 del mundo. El 15 de julio de 2013, alcanzó el puesto número 67 del mundo en el ranking de dobles.
Jugó por Rusia en la Copa Federación, Soloviova tiene un récord de ganados y perdidos de 1-1. Hizo su debut en febrero de 2014, la asociación Irina Jromachova en dobles, perdiendo el caucho muertos en dos sets a Ashleigh Barty y Casey Dellacqua. 

## Títulos WTA (2; 0+2)

### Dobles (2)
| Leyenda                    |
| -------------------------- |
| Grand Slam (0)             |
| Juegos Olímpicos (0)       |
| WTA Tour Championships (0) |
| Premier Mandatory (0)      |
| Premier 5 (0)              |
| Premier (0)                |
| International (2)          |

| N.º | Fecha               | Torneos   | Superficie    | Compañer           | Oponentes                         | Resultado           |
| --- | ------------------- | --------- | ------------- | ------------------ | --------------------------------- | ------------------- |
| 1.  | 28 de julio de 2012 | Bakú      | Dura          | Irina Buryachok    | Eva Birnerová Alberta Brianti     | 6-3, 6-2            |
| 2.  | 15 de junio de 2013 | Núremberg | Tierra batida | Ioana Raluca Olaru | Anna-Lena Grönefeld Květa Peschke | 2-6, 7-6(3), [11-9] |

#### Finales (2)
| N.º | Fecha               | Torneos  | Superficie        | Compañer           | Oponentes                                | Resultado |
| --- | ------------------- | -------- | ----------------- | ------------------ | ---------------------------------------- | --------- |
| 1.  | 5 de enero de 2013  | Shenzhen | Dura              | Irina Buryachok    | Hao-Ching Chan Yung-Jan Chan             | 0-6, 5-7  |
| 2.  | 14 de abril de 2013 | Katowice | Tierra batida (i) | Ioana Raluca Olaru | Lara Arruabarrena Lourdes Domínguez Lino | 4-6, 5-7  |